# هوندا سي تي 50 مترا
هوندا سي تي 50 مترا (بالإنجليزية: Honda CT50 Motra)‏ هي دراجة نارية من تصنيع هوندا.